# Metabiantes insulanus
Metabiantes insulanus is een hooiwagen uit de familie Biantidae.